# Nicolás Preuss
Nicolás Alberto Preuss Herrera (n. 1 de enero de 1983) es un administrador público,Master en economía aplicada y político chileno de centroizquierda.
Desde abril de 2024 se desempeña como Rector del Instituto Profesional Valle Central. En medios de comunicación, es columnista de Radio Cooperativa y participa como panelista en el programa de debate político Sin filtros.
Militante demócratacristiano, Preuss es consejero nacional de su partido.

## Biografía

### Primeros años y estudios
Nicolás Preuss realizó sus estudios secundarios en Administración Pública en la Universidad de Santiago de Chile (USACH), para luego continuar con un magíster en Gobierno y Gerencia Pública en la Universidad de Chile.

### Trayectoria de servicio
Obtuvo su título profesional de administrador público en la Universidad de Santiago de Chile en 2009. Durante su trayectoria profesional combinó la vocación de servicio con la vida universitaria, habiéndose desempeñado en instituciones de educación superior como la Universidad Bolivariana de Chile, Universidad Los Leones y Técnica Federico Santa María, donde se hizo cargo de funciones de gran relevancia como los asuntos estudiantiles y de admisión.
En 2012 creó la organización funcional "La Reina Conversa", pionera en consultorías ciudadanas y proyectos de participación vecinal. Así, bajo una serie de preguntas, los ciudadanos de la comuna entregaron un testimonio de lo que concebían como un municipio amigable. Su destacado trabajo ciudadano le permitió, en las Elecciones municipales de Chile de 2012, con solo 28 años, ser elegido concejal por la comuna de La Reina, siendo uno de los concejales electos más jóvenes de Chile.
El 12 de abril de 2014, asumió la Dirección Nacional del Instituto Nacional de la Juventud (Chile), luego de ser designado por la Presidente de Chile, señora Michelle Bachelet. Durante su gestión, se desarrollaron importantes programas de fomento a la juventud, como Tarjeta Joven, la radio online Injuv.FM y Al cine con Injuv. 
El 29 de enero de 2015, luego de 1 año y 10 meses al mando de este servicio público, la Presidenta de la República le solicitó la renuncia a su cargo. Versiones de prensa, apuntan a que la petición de renuncia se debió a que se habría presentado atrasado y en estado de intemperancia etílica a una actividad propia de su cargo en la Región de Los Ríos, en presencia de la Gobernadora Provincial de la Provincia de Valdivia, Patricia Morano.  
En las Elecciones municipales de Chile de 2016, fue candidato a concejal por la comuna de Santiago, por el Partido Demócrata Cristiano (Chile), donde lamentablemente no fue electo, habiendo obtenido el 1,47% de los votos.
En 2020 fue uno de los coordinadores generales de la opción Apruebo en la comuna de Las Condes, donde reside, para el plebiscito nacional de ese año. No obstante, Preuss luego rechazó la propuesta constitucional de 2022.
En 2023 manifestó su intención de postularse como candidato a la Gobernación Metropolitana de Santiago, bajando su candidatura en marzo de 2024 en favor de su correligionario de partido, Claudio Orrego.

### Elecciones municipales de 2012
- Elecciones municipales de 2012, para el concejo municipal de La Reina[13]

| Candidato                   | Pacto                    | Partido | Votos | %     | Resultado |
| --------------------------- | ------------------------ | ------- | ----- | ----- | --------- |
| José Manuel Palacios Parra  | Coalición                | UDI     | 6001  | 16,22 | Concejal  |
| Sara Campos Sallato         | Concertación Democrática | DC      | 3832  | 10,36 | Concejal  |
| María Gazmuri Schleyer      | Coalición                | RN      | 3377  | 9,13  | Concejal  |
| Francisco Olea Campos       | Concertación Democrática | PS      | 2381  | 6,44  |           |
| Pedro Davis Urzúa           | Por un Chile justo       | Ind.    | 1948  | 5,26  | Concejal  |
| Janett Fernández Pizarro    | Coalición                | RN      | 1752  | 4,74  |           |
| Pamela Gallegos Mengoni     | Coalición                | UDI     | 1702  | 4,60  | Concejal  |
| Adriana Muñoz Barrientos    | Concertación Democrática | PPD     | 1542  | 4,17  | Concejal  |
| Mauricio Valderrama Venegas | Por un Chile justo       | PR      | 1204  | 3,25  |           |
| Nicolás Preuss              | Concertación Democrática | DC      | 1172  | 3,17  | Concejal  |
| Nicolás Menares Morales     | El Cambio por Ti         | PRO     | 1022  | 2,76  |           |
| Emilio Edwards Gandarillas  | Coalición                | UDI     | 760   | 2,05  | Concejal  |